# Mercado de Abastos de Valencia
El Mercado de Abastos es un edificio ubicado en la ciudad española de Valencia. Se sitúa en el ensanche sudeste de la ciudad, entre las calles Alberique y Buen Orden, ocupando dos manzanas de la trama. Abarca una superficie de 23 800 m², ejecutándose entre 1939 y 1948 como proyecto del arquitecto Javier Goerlich Lleó, contando con el impulso del entonces alcalde de la ciudad, Joaquín Manglano y Cucaló de Montull, barón de Cárcer.
En su origen se concibe como mercado de abastecimiento de mercancías, para lo cual se elige una zona perimetral de crecimiento urbano, aunque con el tiempo su emplazamiento quedará demasiado céntrico, teniendo que ser trasladado a la nueva periferia. Para su definición se propuso dotarlo de una gran cantidad de servicios, contando, además de los puestos de venta, con dependencias administrativas, peso público, oficina de especies gravadas, servicio de inspección veterinaria, estanco, cafetería, etc. programa con el que se considerará entonces uno de los mejores mercados de Europa.

## Descripción
El proyecto establece un edificio simétrico de traza sencilla que combina su adscripción al racionalismo valenciano y funcionalista con una decoración historicista local. El edificio se forma con un núcleo central, en sentido perpendicular a la parcela, al que se adhieren, a norte y a sur, dos naves laterales que contendrán el mercado propiamente dicho. El núcleo central alberga los servicios principales anexos al mercado, sirve de acceso principal y se concibe como paso que atraviesa el edificio. La configuración formal de sus accesos brinda sendos fondos de perspectiva a las dos partes de la calle cuyo trazado interrumpe.
La construcción se separa de las alineaciones de manzana dejando una calle perimetral de servicio para maniobras de carga y descarga, separada de la vía pública mediante una verja de gran envergadura. El cuerpo central presenta un patio interior cubierto que distribuye las circulaciones y sirve a los diferentes usos. Cada nave lateral está compuesta por tres bloques paralelos de dos plantas de altura unidos en su extremo, dejando entre ellos dos patios cubiertos con toda la altura del edificio. 
Todo el edificio se concibe como un gran contenedor sabiamente situado en su entorno. La primera planta de los dos brazos destaca de la superior, remarcada por la presencia de una visera que le da cobijo y mayor diálogo con la calle de servicio y, a través de la valla, con la ciudad. Aparece de esta forma un espacio diáfano, modulado por los soportes de la estructura, que atraviesa la construcción de un extremo a otro, y apoya la libertad de movimientos inherentes al uso al que se destinaba.
Son diferentes los tratamientos que reciben los dos extremos del cuerpo central, según recaigan a una vertiente u otra del conjunto, con distintas soluciones mediante la adición de torreones centrales y de escalera.
Toda la construcción se resuelve con estructura de hormigón armado y cerramientos, donde los hay, combinando enfoscado y piedra caliza en determinados lugares. Donde se hace más patente la interpretación localista de la ornamentación es en el cuerpo central y los diferentes materiales que lo integran, recurriendo a elementos de la cultura decorativa barroca, utilizando tejas vidriadas en verde oscuro para las cubiertas de los cuerpos centrales. Remarca las esquinas de los torreones con el dentado de la piedra caliza, las cornisas, así como los pórticos principales de acceso, que cuentan con un gran cerco de piedra con clave gigante y un dintel generoso. Todo el edificio posee un zócalo también de la misma piedra, incluso los soportes que quedan exentos, así como las pilastras de la gran verja exterior. Todo ello confiere una gran unidad al conjunto.
Una reciente restauración del edificio ha puesto en valor el juego de volúmenes de las fachadas y los materiales que en ellas intervienen, tras la degradación que supuso su abandono en los años setenta.
Es en esos años cuando se decide trasladar el abastecimiento de mercancías a unas nuevas instalaciones junto al nuevo cauce del Turia, dada la creciente afluencia del transporte pesado que se daban cita en la zona. De esta forma se libera a los ciudadanos del movimiento de mercancías y los atascos que se producían, a la vez de recuperar para la ciudad un importante edificio con posibilidades dotacionales. Una vez abandonado, en el edificio se ubica la sede de una de las juntas municipales en que se dividiría el nuevo poder local, quedando en su mayor parte vacío, destinado a albergar acontecimientos eventuales.
A finales de los ochenta se decide su utilización para equipamiento públicos del barrio. Se opta así, dada la geometría del edificio, por una rehabilitación que albergue en su ala norte dotaciones de enseñanza y en su ala sur equipamientos deportivos. Con esos criterios, se rehabilita a principios de los 90 el ala norte albergando dos institutos, rehabilitación también recogida en este compendio. Por su parte, el ala sur, que quedaba pendiente de reforma, es objeto en la actualidad del proyecto en fase de redacción que dotará a esta zona de la ciudad con piscinas públicas y otras instalaciones deportivas.
Hechos históricos en el Mercado: La huelga de las Collas
El 25 de junio de 1979 moría, a manos de un policía nacional, por disparo a bocajarro de una bala de goma, el joven anarcosindicalista Valentín González Ramírez, cuando se disponía a ayudar a su padre brutalmente apaleado por otro guardia nacional, por encontrarse en huelga pacífica y legal de las Collas de carga y descarga del Mercado de Abastos de Valencia.

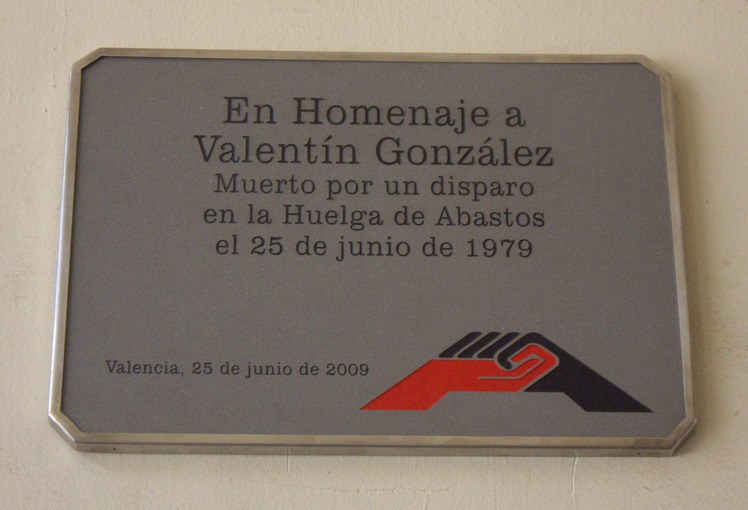
Placa actual en el Mercado de Abastos de Valencia, en memoria de Valentín González instalada por la CGT

En 1993, por iniciativa de la central sindical CGT y del Ateneo Libertario “Al Margen”, se constituye una plataforma popular para reivindicar que el Instituto de Enseñanza Media ubicado en lo que fue el antiguo Mercado de Abastos de Valencia lleve el nombre de Valentín González. “Queremos homenajear, en el recuerdo de Valentín, a los trabajadores anónimos que lucharon por las libertades, tanto en la Dictadura como en la Transición. Pensamos que esta iniciativa puede constituir un ejercicio de recuperación de la memoria histórica de una época sobre la que se quiere echar un manto de olvido”, manifiestan los impulsores de esta iniciativa en un comunicado. Desde entonces siguen recordando a Valentín con periódicas concentraciones en el lugar donde el joven trabajador fue asesinado.
En su 30 aniversario, en el 2009 el sindicato CGT instaló una placa dentro del Mercado, recordando los hechos.